# Orlando Mazo
Orlando Natalio Mazo Gamboa (1965-1996) fue un militar colombiano.
Fue capitán y comandante de la compañía C del Batallón Juan Bautista Solarte Obando del Ejército Nacional de Colombia, muerto durante la toma de la base militar de Las Delicias, entre el 30 y el 31 de agosto de 1996. Antes de morir dio de baja a 9 subversivos, entre ellos a un jefe de frente de las FARC-EP.[cita requerida]

## Biografía
Nació en Medellín (Antioquia) el 2 de febrero de 1965. Era hijo de un suboficial retirado del Ejército Nacional y uno de 8 hermanos. Luego de cursar el bachillerato en el colegio salesiano El Sufragio, del barrio Boston al oriente de Medellín, se fue a prestar el servicio militar. De ahí pasaría a la Escuela de Cadetes para continuar su carrera como oficial dentro del Ejército Nacional; egreso como subteniente de Infantería en 1985. 
Destinado en primera medida al Batallón Ricaurte de Santander, en 1987 fue enviado al Batallón Colombia N.º 3 en la península del Sinai. Luego de su regreso al país, se especializaría en lucha contra-guerrilla y pasaría a la Escuela de lanceros, donde ocupó el 2 puesto entre 46 alumnos. Allí sirvió como instructor antes de ser ascendido a Capitán en diciembre de 1992. Trasladado a un batallón contraguerrilla en Urabá, por su actuación en combate le fue otorgada la medalla de Servicios distinguidos en Orden Público. Sin embargo, problemas de alcoholismo llevaron al traste su carrera y en 1994 su nombre fue incluido en una lista de oficiales bajo observación por las autoridades militares. Más tarde fue destinado al Batallón de Infantería N.º 49 acuartelado en La Tagua (Putumayo), en julio de 1995. A principios de 1996, estuvo acuartelado varios meses en la base de Las Delicias, antes de ir al Bajo Caguán.

## Toma de Las Delicias
Para 1996 el Capitán Mazo llevaba 12 años vinculado con el Ejército Nacional. Sin embargo, una serie de problemas personales lo llevarían a pedir la baja de la institución castrense en abril de 1996. Los mandos superiores de su unidad lo enviarían nuevamente a la base de Las delicias en zona rural de Puerto Leguizamo (Putumayo), mientras se surtían los trámites para que recibiera la baja de las filas. Allí asumió el mando de manos del Capitán David Zambrano el 27 de agosto de 1996; junto a él llegó una nueva compañía de 100 soldados regulares - la C- que relevó a la acuartelada en la guarnición militar.
Solo tres días más tarde, el 30 de agosto, el oficial y sus 110 hombres a cargo, enfrentaron un asalto de las FARC-EP, en medio de una violenta escalada de ataques que cubrió esa jornada varios departamentos del país. Sin embargo, la mayor operación de los subversivos iba dirigida precisamente contra el puesto que el comandaba. Elementos escogidos de los frentes 14, 15, 32, 48, 49, y la Columna Móvil Teófilo Forero del Bloque Sur, unos 450 hombres en total- iniciaron el asalto sobre la base militar sobre las 19:00 horas del 30 de agosto al ser descubiertos por un centinela, el soldado Martínez quien alcanzó a dar la voz de alarma antes de que lo mataran a machete. El capitán Mazo organizó rápidamente la defensa y rechazó el primer asalto de los subversivos que pretendían someter la base rápidamente en un golpe de mano.
Cada uno de los soldados ocupó su puesto de defensa y desde allí combatieron toda la noche contra los insurrectos, quienes los cuadruplicaban en efectivos y municiones. El capitán Mazo a quien uno de sus subalternos describió como “un león herido” recorría las zanjas dando órdenes de defensa y alentando la moral de sus hombres, recogiendo las municiones y los fusiles de los muertos o heridos, redistribuyendo hombres y cuadrando a la tropa a lo largo de las trincheras. Al amanecer del 31 de agosto, luego de resistir una tormentosa noche los guerrilleros lanzaron un nuevo asalto en cabeza de Pedro Martínez comandante del frente 48. Los uniformados los obligaron a recular otra vez, cuando el mismo capitán Mazo mató con su fusil al comandante rebelde, quien trataba en ese momento de asaltar la trinchera en que se hallaba el oficial. Para entonces el oficial había dado de baja a 9 de los 12 guerrilleros muertos durante el ataque. 
La toma en ese punto hubiese fracasado de no haber sido por la falta de apoyo y asistencia aero-táctica que recibieron los soldados (los refuerzos llegaron hasta 2 días después). Entonces los guerrilleros alebrestados por el propio Marulanda quien increpo por radio al comandante Rolando Romero acusándolo de cobarde, volvieron a la carga. Alentados por su superioridad que ya era aplastante, los subversivos avanzaron progresivamente hacia el interior de la base y para el mediodía del 31, habían obligado a rendirse a la mitad de la tropa sobreviviente. Entonces el capitán intento una salida desesperada: dio la orden de salir de las trincheras, atravesar una parte de las instalaciones tomadas ha descubierto, llegar al río Caquetá y allí parapetarse, para hacer frente con lo que quedaba de munición. De lo contrario lanzarse desde ese mismo punto al río Caquetá y tratar de llegar a la orilla opuesta. El mismo al frente de 3 voluntarios encabezó la carga al grito de ¡Rompan fuego! Pero los guerrilleros los estaban esperando y abrieron fuego con una M-60 sobre los soldados que avanzaban a descampado. Mazo recibió un balazo por la espalda y otro en la región inguinal, que lo hizo caer en tierra definitivamente. El Subteniente José Gonzalo Rodríguez, que quedó al mando de los sobrevivientes trato de continuar con el plan acordado, pero en el proceso también fue abatido por el fuego enemigo.

## Muerte
Media hora después, sobre el mediodía del 31 de agosto, los soldados sobrevivientes al mando del Sargento Pérez, se rindieron. Entonces el mocho César comandante del frente 15, que inspeccionaba las ruinas de la base se acercó al Capitán Mazo quien se hallaba según los sobrevivientes en medio de un charco de sangre. Existen dos versiones sobre lo que pasó entonces: una (de los soldados) asegura que cuando el capitán pidió una cobija para resguardarse del frío que sentía por la pérdida de sangre, el "Mocho" ordenó que le suministraran lo que pedía, y le guiño el ojo a otro guerrillero quien lo remato con su fusil; la otra (de los guerrilleros) sostiene que Mazo en su último estertor intentó alzar su arma de dotación para dispararle al Mocho Cesar, quien no obstante fue más rápido y lo impactó mortalmente en el pecho.
El cuerpo del Capitán Mazo fue trasladado posteriormente hasta la capital de la República y de ahí sería remitido a su lugar de origen, donde recibió cristiana sepultura tras una sobria ceremonia presidida por el general Bedoya en la que se le ascendió póstumamente al grado de Mayor.